# マイラ
『マイラ』（英: Myra Breckinridge）は、1970年に製作されたアメリカ合衆国の映画。原作はゴア・ヴィダルの同名小説。
なお、現在ではタイトル表記が副題が追加された『マイラ － むかし、マイラは男だった』であり、DVDも現在のタイトルで発売されている｡

## キャスト
- マイラ・ブレッキンリッジ：ラクエル・ウェルチ
- レティシア・ヴァン・アレン：メイ・ウェスト
- マイロン・ブレッキンリッジ：レックス・リード
- メリー・アン：ファラ・フォーセット
- 医者：ジム・バッカス
- バック・ローナー：ジョン・ヒューストン
- ランドルフ：ロジャー・C・カーメル
- ラスティ・ゴドウスキ：ロジャー・ハーレン
- チャーリー：ジョージ・ファース
- アーヴィング・アマデウス：カルヴィン・ロックハート
- 外科医：ジョン・キャラダイン
- コヨーテ・ビル：アンディ・ディヴァイン
- グラディ・サットン
- スキップ・ウォード
- ボビー：キャスリーン・フリーマン
- スタッド：トム・セレック

クレジットなし
- ダン・ヘダヤ
- ウィリアム・ホッパー
- マイケル・サーン
- ジュヌヴィエーヴ・ウエイト